# 合肥之戰
合肥之战是中国东汉末年至三国时期，孙军（东吴）与曹军（曹魏）以合肥（今中国安徽省会合肥市）为目标的争夺战。
建安四年，孙策取合肥，以顾雍为合肥长。建安五年，孙策遇刺身亡。后曹操表劉馥为扬州刺史，刘馥占领合肥，此后孙权屡攻合肥不克。太和六年，滿寵更治新城。后来除了曹魏的扬州刺史诸葛诞发起叛亂时投靠东吴而没有把守合肥，使东吴一度得以进入寿春，除此之外终吴之世都未能進佔淮南尺寸之土；該次叛亂不久后，寿春又沦陷于魏，东吴也没能维持对合肥一带的有效占领。
合肥是由曹操命刘馥建设的一座位于东南方战略要地的坚固城池（后於城西三十里依山增筑一城互为据守，名为合肥新城），是為城高且易守難攻的寨垒，所以守备能力对曹军极为重要；而东吴若要北伐，合肥是其中一个障碍点及补给点。曹魏與東吳双方于公元208年至253年在此地爆发过五次较大型的冲突，而吴軍皆未能攻克魏军守势。至於同樣是戰略要衝的濡须口，魏軍也從沒有攻克吳軍的守勢。

## 城池位置
合肥故称庐州。被称为淮右噤喉，江南唇齿，系长江以北守卫的咽喉重镇，向西可以达申、蔡故地，北则为徐、寿，江南势力必先得合肥而后争胜于中原；中原势力得合肥，则"扼江南之吭而拊其背矣"。魏明帝曹叡评价：先帝东置合肥，南守襄阳，西固祁山，贼来辄破之于三城之下者，地有所必争也。盖终吴之世，不曾得淮南尺寸地，以合肥为魏守也。(先帝魏武帝曹操在东部戍合肥城之守，南陲防守襄阳城，西疆稳固祁山守备，敌兵进犯立即被遏制于这三城之下，地位極其重要。直到吴国将近沦亡，也不曾侵占淮南半分，都归功于合肥之守备。)
合肥城由曹操命令刘馥修建。遗址位于合肥市西十五公里的鸡鸣山东麓，东西约二百余米，南北约三百余米，城为长方形，立四门，唯南面无门，移设东侧，城内有环城墙的深宽坑道。合肥新城是按照满宠提议在旧城西北方向三十里修筑的新防御工事，因为远水和有险可依而造。今遗址位于合肥西北郊15公里、鸡鸣山东2.5公里、淝河北岸，今郊区三十岗乡古城郢南侧。城池南北长约四百米，东西宽约二百五十米呈长方形。城四周可分辨出宽约五十米的护城河道。今已辟为遗址公园，系市级文物保护单位。

## 历次战役

### 第一次戰役（合肥之圍）

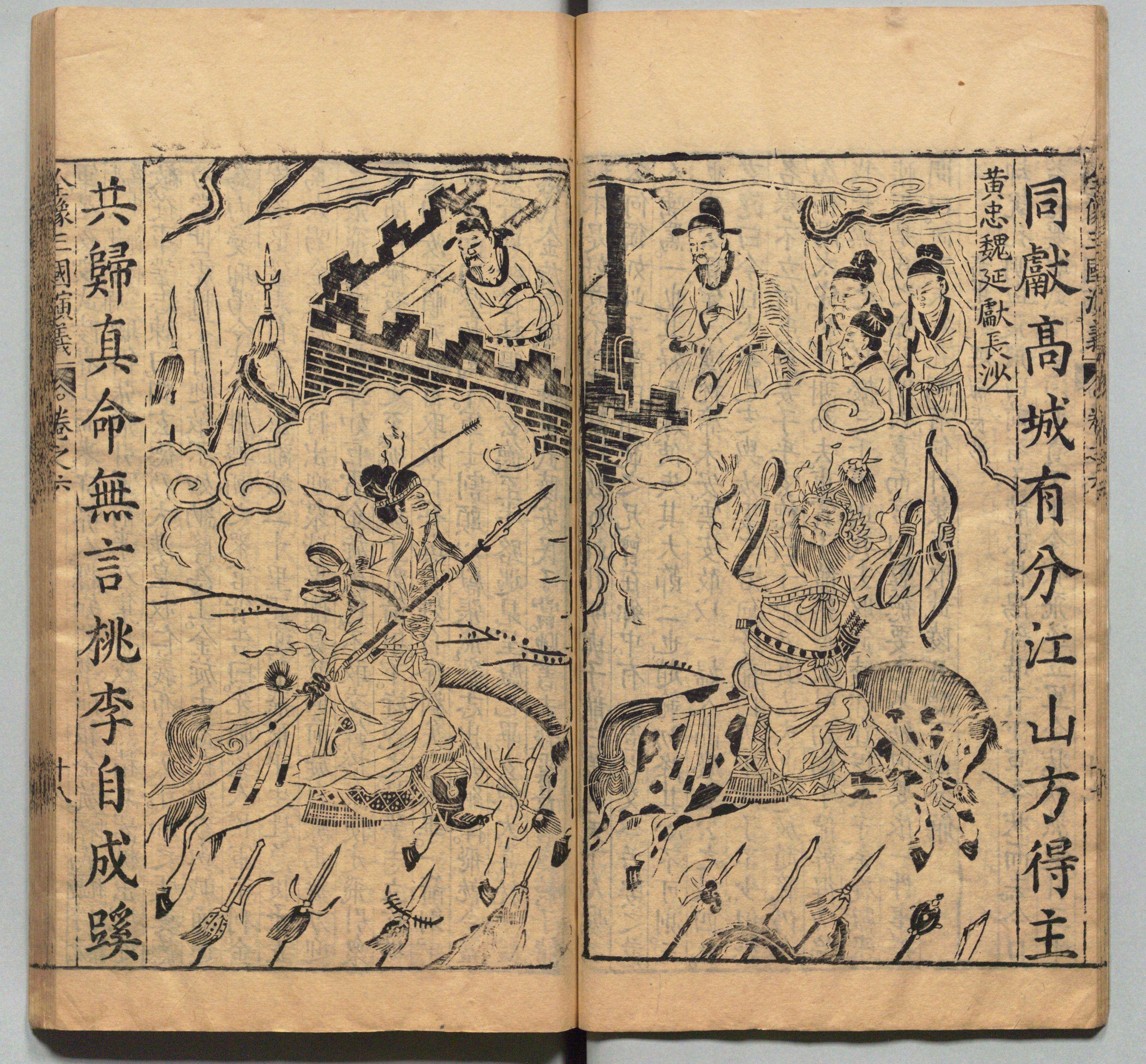
周曰校插图版《三国志通俗演义》中的孙权合肥大战

208年十一月，曹操於赤壁之戰大敗，但大軍仍駐紮於荊州北部。十二月，孫軍將領周瑜正攻打荊州戰場的江陵的曹仁，而孫權則親自進攻淮南戰場的合肥，又另派張昭進攻九江的當塗。
曹操接到消息後，派將軍張喜帶兵解圍。至明年，合肥城久攻不下。而合肥城經過數月的攻擊，又連連下雨，城牆將崩，於是守軍以草和棕櫚葉補上城牆，夜晚則點火照亮城外，觀察敵人行動以作防備。另一方面，張喜援軍仍未到達，別駕蔣濟作信，偽稱四萬援軍已到雩婁，派主簿假扮迎接張喜，並命三個守將帶信出城後裝作偷入城。當中，一個成功回城，兩個卻被孫軍擒獲。
孫權想率輕騎親自突擊敵人，不過張紘進諫道：「夫兵者凶器，戰者危事也。今麾下恃盛壯之氣，忽強暴之虜，三軍之眾，莫不寒心。雖斬將搴旗，威震敵場，此乃偏將之任，非主將之宜也。願抑賁、育之勇，懷霸王之計。（兵器是不詳的器物，戰爭是危險的事情。現今主將閣下恃著盛壯的氣勢，輕忽強悍兇暴的敵虜，三軍的官兵，莫不心寒。雖然可能斬殺敵將、奪取敵旗，威震敵場，但這是偏將的任務，不是主將宜做的事。希望你能抑止賁、育之勇，懷有霸王的計謀。）」孫權便停止進攻。孫權得信後，相信曹軍會有四萬人來救，便燒陣撤退，合肥之圍解除，張昭攻不下當塗撤退，而周瑜與部將攻破南郡及曹軍，曹仁敗退。
參戰人物
|  | - 孫軍 - 孫權 - 張昭 - 張紘 | - 曹軍 - 曹操 - 蔣濟 - 张喜（驰援） |

### 第二次戰役（逍遥津之战）
214年，曹操南征孫權失敗，班師前留張遼、樂進、李典等七千多人防守合肥。至隔年，曹操出征張魯時，派護軍薛悌送函到合肥，寫到「賊至乃發（賊軍到時就打開）」，同時孫權與劉備爭奪荊州中以平分荊州作條件，兩軍休戰。不過，孫權見曹操在漢中，未能及時回到東邊，在八月，號稱十萬人進軍包圍合肥。
張遼等便打開曹操之函，上面寫到「若孫權至者，張、李將軍出戰，樂將軍守；護軍勿得與戰。（若孫權軍來到，張、李兩位將軍出城迎戰，樂將軍守城；護軍薛悌不要出戰。）」因敵我兵力懸殊，各將都對此指示感到疑惑。本来张辽、李典二人不睦，曹操为了防止战中二人间隙至于不利之境，于是命令乐进守城接应。是时，張遼說：「曹公正率軍在外作戰，等他率領的援軍到達時，孫權軍必定已攻破我們。所以教函要我們在敵軍‘未合’（可能指未交战、未合围或未汇合）时反過來攻擊他們，先挫折敵人的氣勢，以安定軍心，然後可以順利守城。成敗之機，就在此一戰，各位有何疑惑？」李典亦認同張遼的作法，願意以公事為重抛弃前嫌。
守城軍在前夜募集勇士，徵召到了八百人，並且殺牛犒賞軍士，準備明日大戰。天亮的時候，張遼被甲持戟出城衝了出來突襲，孫權軍被殺死了數十人，被斬兩名將領，其中一人可能為力戰而死的陳武，徐盛因為負傷遺失了軍旗，並與宋謙一同撤走，二人統領的部曲士兵出現逃跑情況。張遼大呼自名，衝入孫權營壘，至孫權麾下，“權大驚，眾不知所為”，撤走到高山之上，以長戟自守，張遼追至並呼喊孫權下來應戰，“權不敢動”。眼看張遼軍不如自己剩餘的部隊人數多，便令軍士將張遼軍多層團住。張遼突擊衝出，包圍被打開缺口，張遼麾下的數十人得以逃出，其餘陷於敵陣中的軍士呼喚道：「將軍拋棄我們了嗎？」張遼再度衝進包圍網救出其他人，孫軍人馬皆望風披靡，無人能擋住張遼。戰鬥從日出到中午，孫權部隊的士氣被張遼奪去。《魏略》記載孫權部眾被擊破逃走，從此張遼威震江東，江東的父母以張遼之名嚇唬夜晚啼哭的孩童。潘璋與賀齊等人相繼從後方趕來增援，及後潘璋與徐盛、宋謙的軍隊相遇，期間有兩個士兵逃跑，潘璋立刻把這二人斬殺，其他士兵們見此情況全部返回再戰。賀齊則引領中軍部隊進行反擊，並拾回了徐盛遺失的軍旗。張遼達成摧折敵軍士氣的戰術目的，突圍撤回城內修整守備，曹軍眾人之心安定，諸將都佩服張遼。
孫權“守”（堅持於此）合肥十多日，適逢軍中流行疫疾，於是命大軍班師。孫權與一千多虎士與凌統、甘寧、呂蒙、蔣欽等部曲為殿後。張遼觀察到孫軍撤退，乘机率步騎兵掩殺孫權軍，並派人毀壞橋樑，孫權大軍主力撤出，剩下殿後大軍走至逍遙津之北，此時張遼趕至，孫權部應戰，呂蒙和凌統拼死捍衛，甘寧大叫為什麼軍樂隊不鼓吹，隨即士兵奏鳴，自己引弓射擊，蔣欽一同力戰護主。
孫權派人命撤走的大軍返回救援，可惜大軍已經走了很遠，凌統親率三百人死戰，撤退路上的津橋（飛騎橋）已被敵軍所毀，有一丈餘的橋面沒有木板，當時孫權近監谷利在馬後，叫孫權抓著馬鞍、鬆開繮繩，谷利在後面加鞭，以助馬勢，孫權順利躍馬過河成功撤退。《三國志•張遼傳》稱差點俘獲孫權。《賀齊傳》注引《江表傳》記載孫權幾乎到了危亡地步。
凌統回頭再戰，突入張遼追兵重圍斬獲數十人，左右部屬無一生還，凌統預計主子孫權已經走遠，隨即披甲下水秘密潛逃。當時賀齊率領水軍三千人在南岸接應孫權，孫權上船後看到水面上的凌統生還非常高興，淩統因親近部曲覆滅悲傷哭泣。由於凌統重傷促使孫權派人找卓氏的良藥幫他醫治。
戰鬥過後，張遼對於一個上身長下身短、弓馬嫻熟的紫髯將軍存有印象，便問投降的吳人這人到底是誰，降人回答是孫會稽（孫權）。張遼與樂進相遇後說沒有早知道這是孫權，否則就急追俘獲之了，魏軍知道答案後全軍上下非常悔歎。
參戰人物
|  | - 孫軍 - 孫權 - 呂蒙 - 蔣欽 - 甘寧 - 凌統（重傷） - 徐盛 - 潘璋 - 马忠 - 陳武（陣亡） - 賀齊 - 宋謙 - 谷利 | - 曹軍 - 張遼 - 潘河 - 李典 - 樂進 - 薛悌 |

### 第三次戰役（合肥新城之战）
太和三年（229年），曹魏的征東大將軍滿寵上書建議在合肥城西三十里依山築城建造新城，儘管殄夷將軍田豫認為合肥自守有餘，但滿寵認為合肥附近的水路給予了吳軍進退便利，如果有援軍至，怕孫權反過來吞併援軍，對此謀士蔣濟亦同意滿寵建議，於是曹叡採納建築新城，防備吳國。
太和四年（230年）正月，魏国于合肥境内建筑合肥新城，防备吴国。当年冬天，孙权声称要取合肥。满宠上表要求召集中軍兵及召回所有請假將士，滿寵集合六千步騎兵力。后来兖、豫两州兵力云集，吴军決定撤退。朝廷命满宠就此撤兵。满宠认为吳軍大举退还，恐怕是欲待魏軍撤退後趁虚而入，于是上表要求不要撤军。于是曹魏采纳满宠的建议，让兖州、豫州的援军继续驻扎在扬州境内。十幾天后孫權果然回軍，不成功而撤退。

參戰人物
|  | - 孫吳 - 孙权 - 陆逊（大都督，封为上大将军） - 诸葛瑾 - 朱然 - 孫泰 | - 曹魏 - 曹叡 - 满宠 - 蒋济 - 田豫 - 王凌 |

第四次戰役
233年，孫權進攻合肥新城，因為新城距離河水遠，二十天不敢下船進攻。滿寵認為孫權必然在軍中說大話，雖然不敢前來，需要上岸耀武揚威。於是伏兵六千人，孫權果然上岸炫耀武力，被伏兵擊敗，斬首數百，有人逃入河中而死。同時派遣全琮進攻六安亦失敗。

### 第五次戰役（合肥新城之战）
234年，蜀漢丞相諸葛亮進行第五次北伐，遺使請東吳一起出兵，孫權答應。旋即引發第五次合肥之戰，孫權於同年五月進駐巢湖口，自稱有十萬人，親自帶兵攻向合肥新城；同時派陸遜、諸葛瑾進駐江夏、沔口，威脅襄陽；將軍孫韶、張承向廣陵、淮陰進逼，形成三路兵馬北伐。
六月，合肥新城魏軍陷入苦戰，滿寵沒把握打敗孫權大軍，提議放棄合肥新城撤退到壽春防守孫權，不過散騎常侍廣平刘劭認為滿寵該自守不攻，避其銳氣；而中軍則先派步兵五千、精騎三千出發，將隊伍排列疏散，多加旗、鼓，敵軍知道大軍到來，必定自走，可以不戰而破。衛臻指出孫權表面響應伐曹，實際不過是坐觀成敗。魏明帝曹叡先派前隊出發，認為合肥、襄陽、祁山是曹魏東、南、西三個重要防點，必須兼顧不能放棄，因此不接納滿寵撤退的意見。滿寵組織數十人用樹木折枝澆上火油焚毀吳軍攻城器械，期間射殺了孫權的侄子孫泰（亦是曹操的侄外孙），吳軍依然圍城。
七月壬寅日（8月31日）曹叡駕御龍舟親率中央大軍前往救援新城，孫權聽聞曹叡大軍救援，下令吳軍在曹叡距離合肥還有數百里時即全部撤出。其他二路吳軍亦撤退。
參戰人物
|  | - 孫吳 - 孫權（中军） - 孫泰（戰死） - 全琮 - 陆逊（西路） - 诸葛瑾 - 孙韶（东路） - 张承 | - 曹魏 - 曹叡（驰援） - 刘劭 - 滿寵（合肥守将） - 田豫 - 張穎（新城守将） - 甄像 |

### 第六次戰役（诸葛恪北伐）
253年，吳太傅諸葛恪由東興之战得胜而还，依仗顾命之托，不顾眾臣劝阻（如蒋延曾全力劝阻被搀扶出宫，好友聂友和同为托孤大臣的滕胤亦无效），锐意北伐，意图一举吞并扬州（属魏，治寿春）。
三月诸葛恪親率二十萬人再次出兵北征，为前度十万大军二倍，就孙吴军作战而言，史无前例。但孙吴内部，孙权已死，新立君储孙亮年弱。群臣包括其密友聂友等以致蜀汉将领张嶷、诸葛瞻等均致信反对，但毫无作用。另一方面诸葛恪遣使李衡，约姜维将数万人自武都出石营，经董亭，围南安。诸葛恪自领一路向淮南，另遣一支水师搭载士兵逆淮河而上攻青、徐二州试图佯攻吸引魏军。但魏军傅嘏看破诸葛恪不敢大军直接渡河渡海遥攻，青徐二州全力支援合肥之守。
吴军西线防线方面，吴乐乡督施绩部直属诸葛恪，江陵防务并入其弟诸葛融防区，并主动引军入沔，吸引都督荆、豫二州的王昶、荆州刺史王基所部魏军南线守军。但史书并未记载有交战。
四月，吴军合军号称二十万至淮南。魏军方面，司马师决意坚壁清野挫敌锐气，敕扬州都督毌丘俭、刺史文钦按兵不动自守。其弟司马昭新败，只好让其叔、太尉司马孚为主帅，督军二十万自中原南下拒敌；又令郭淮、陈泰率关中军西进，解豲道之围。当陈泰至天水郡洛门时，姜维兵粮已尽，退兵。
五月，吴军圍攻合肥新城。路上魏民远遁坚壁清野。毌丘俭、文钦请兵出击，为寿春主帅司马孚制止。新城守将张特派出刘整、郑像突围传讯，为吴军抓获，大骂吴军，誓死忠于魏国不降。吴军威胁称援军已退还洛阳，反被郑像大喊“援军将至，大家奋战”所吓倒。
城中守将张特、乐方被諸葛恪建起土山急攻，三千士卒死伤半数。合肥新城將要淪陷城破，張特對吳人說：「現在我已無心再戰了。但依魏國法規，被攻超過一百日而援救不來的話，雖然投降，家人可以免去刑責；自抵抗敵人以來，已經九十多日了，這城中本來有四千多人，戰死者已經過半，城池雖陷，如有半個人不想投降，我便與他說話，陳明善惡，明日早上送名，你們先以我的印綬拿去作信託吧。」
張特便將印綬拋給他們，而諸葛恪相信他，便不取印綬。於夜中，張特卻拆去屋舍的木材、圍欄，將城牆崩潰的地方補上二重。到明日，張特對吳人說：「我但有鬥死耳！（我只有戰鬥而死了！）」坚守不降，吴軍大怒，進攻但无法攻克。時天氣炎熱，吴兵疲劳，疫病橫行，得病的人有大半，死傷嚴重。诸葛恪攻城不下，以为将士装病，加上中计羞耻，迁怒於各部将，杀人立威，士卒怨聲不斷但不敢再直言。朱桓之子朱异提出折中：先返回豫章的石头渚重整旗鼓再度围攻，被诸葛恪大骂，革兵回乡。士兵多疫疾，向诸葛恪汇报却被斥责为诈病并要斩首，军士于是不敢言实情。
蔡林曾多次向诸葛恪陈述用兵之计，但不为所纳，反而招嫉，投魏，故魏尽知吴军部署。
七月，司马师乃敕文钦督锐卒救援，并断其归路，毌丘俭帅诸将以为后继，总属太尉司马孚统领。
新城距离吴军船只较远，撤退中乱为一团的吴军被文钦斩首万余。汝南太守邓艾则称文钦斩首数万。
张特首功，升杂号将军，封列侯，迁豫州安丰太守。嘉平六年（254年），毌丘俭上书特追封刘整、郑像关内侯，由嫡子继承，家属免除军役。
毌丘儉在奏文中說此戰是魏國建國後從來沒有過的慘烈及損傷。
參戰人物
|  | - 孫吳 - 诸葛恪（主军） - 滕胤 - 朱异（被革职） - 蔡林（叛降） - 诸葛融（江陵防线） - 施绩 | - 曹魏 - 司马师（总指挥） - 傅嘏（指挥参谋） - 虞松（指挥参谋） - 張特（守城总将） - 乐方 - 刘整、郑像（传令） - 司马孚（寿春援军） - 文钦 - 毌丘俭 |

### 其他
在诸葛诞之乱中，扬州刺史诸葛诞据寿春起兵反抗权臣司马昭时联络东吴，故放弃了在合肥的设防，合肥因而成为空城，东吴也因此得以派军进入寿春。但不久后诸葛诞败亡，东吴也没能有效占领合肥等地。

## 時下引用
這五次戰役中有三次出现在光榮的动作游戏真三國無雙系列中，分別是215年、234年及253年的合肥之战（后两次在游戏中称为合肥新城之战）。